# Hadya, Nanjangud
Hadya là một làng thuộc tehsil Nanjangud, huyện Mysore, bang Karnataka, Ấn Độ.